# Agis II van Sparta
Agis II (Grieks: Ἆγις) († 401 v.Chr.) was koning van Sparta uit het huis van de Eurypontiden. Hij was een knap soldaat, maar miste blijkbaar de gewenste hoedanigheden om van hem ook een echte staatsman te maken.
Hij was een zoon van Archidamus II en liet reeds van zich spreken tijdens de zogenaamde Archidamische oorlog, de eerste fase in de Peloponnesische Oorlog, maar zijn eerste belangrijke interventie op militair gebied was in de Slag bij Mantinea 418 v.Chr., toen hij een beslissende overwinning behaalde bij Argos op de Peloponnesos.
In 413 v.Chr. ging hij in op een suggestie van Alcibiades en richtte de Attische grensplaats Dekeleia in als permanente uitvalsbasis, van waaruit de Spartaanse troepen plundertochten in Attica konden ondernemen. Vanuit Dekeleia trachtte hij de Spartaanse politiek te leiden, maar zijn invloed begon te vervagen, toen het centrum van de militaire bedrijvigheid naar de Aziatische kust werd verlegd. Agis II werkte nog samen met Lysander bij de blokkade van de Piraeus in 405/404 v.Chr. Datzelfde jaar deed hij nog een inval in Elis en onderwierp het.